# Rejchartice (Dvorce)
Rejchartice (německy Reigersdorf, 1869–1880 Raigersdorf) je vesnice, která je částí obce Dvorce v okrese Bruntál. Nachází se asi 2,5 km na jihozápad od Dvorců.
Mezi léty 1898 - 1933 se zde nacházela zastávka úzkorozchodné trati Ondrášov - Moravský Beroun - Dvorce na Moravě.
Rejchartice je také název katastrálního území o rozloze 8 km2.

## Vývoj počtu obyvatel
Počet obyvatel Rejchartic podle sčítání nebo jiných úředních záznamů:
| Rok            | 1869 | 1880 | 1890 | 1900 | 1910 | 1921 | 1930 | 1950 | 1961 | 1970 | 1980 | 1991 | 2001 |
| -------------- | ---- | ---- | ---- | ---- | ---- | ---- | ---- | ---- | ---- | ---- | ---- | ---- | ---- |
| Počet obyvatel | 283  | 282  | 256  | 257  | 248  | 261  | 235  | 91   | 75   | 1    | 0    | 0    | 0    |

1. ↑  všichni Němci; z toho: 234 řím. kat., 1 evang.

V Rejcharticích jsou evidovány 4 adresy, vesměs čísla popisná (trvalé objekty). Při sčítání lidu roku 2001 zde byly napočteny 4 domy, z nichž nebyl žádný trvale obydlen.

## Galerie

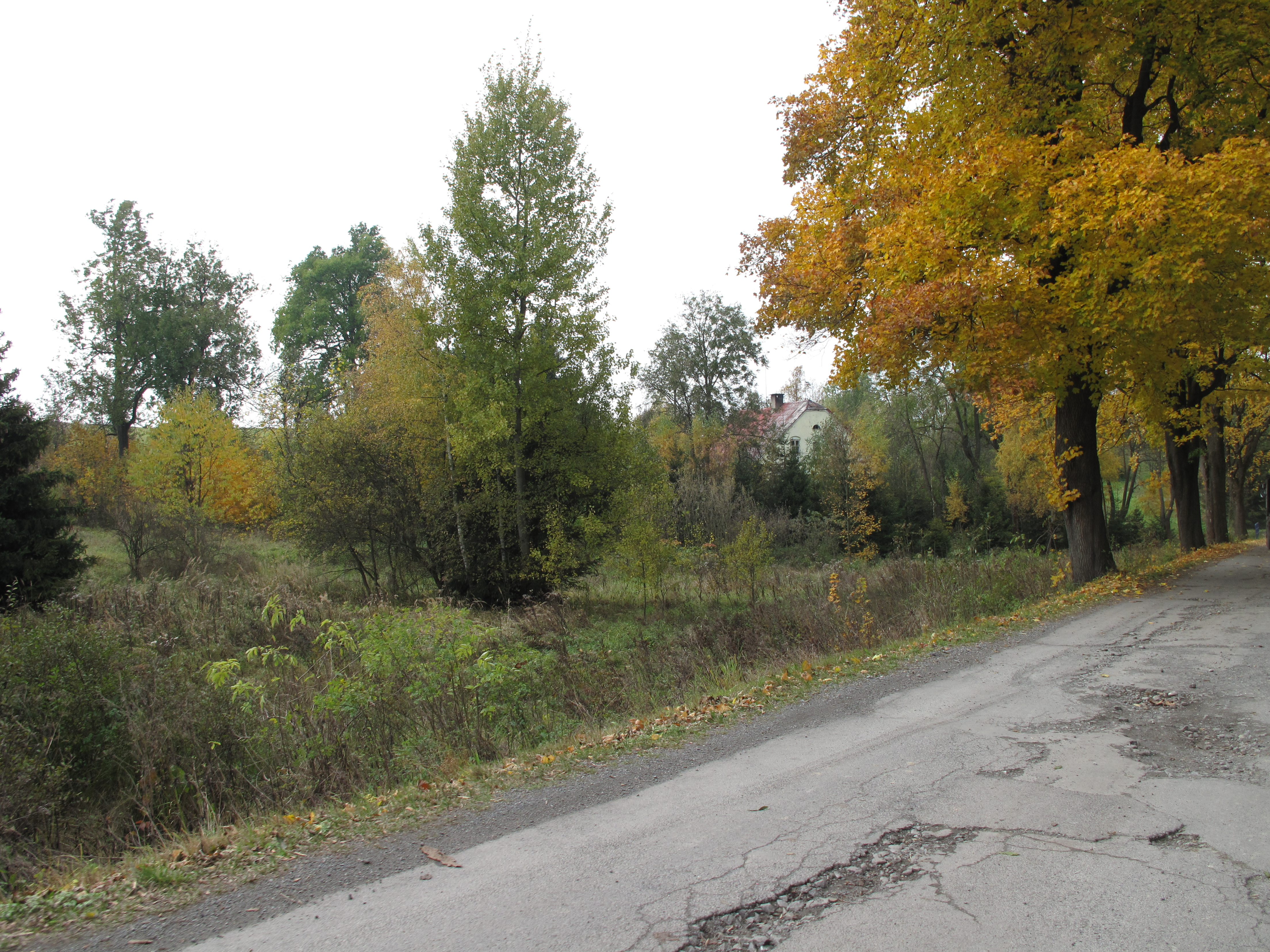
Dům
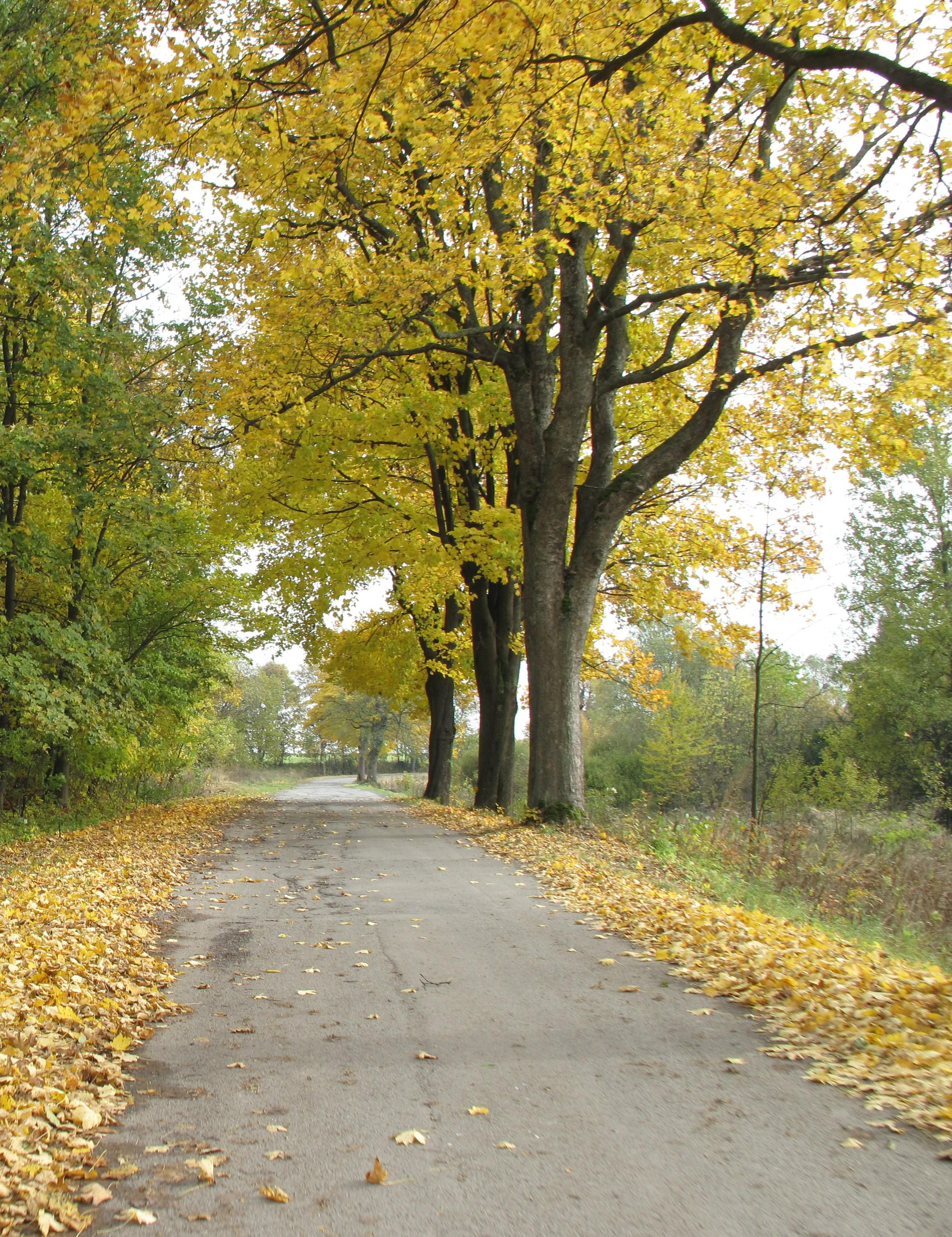
Cesta
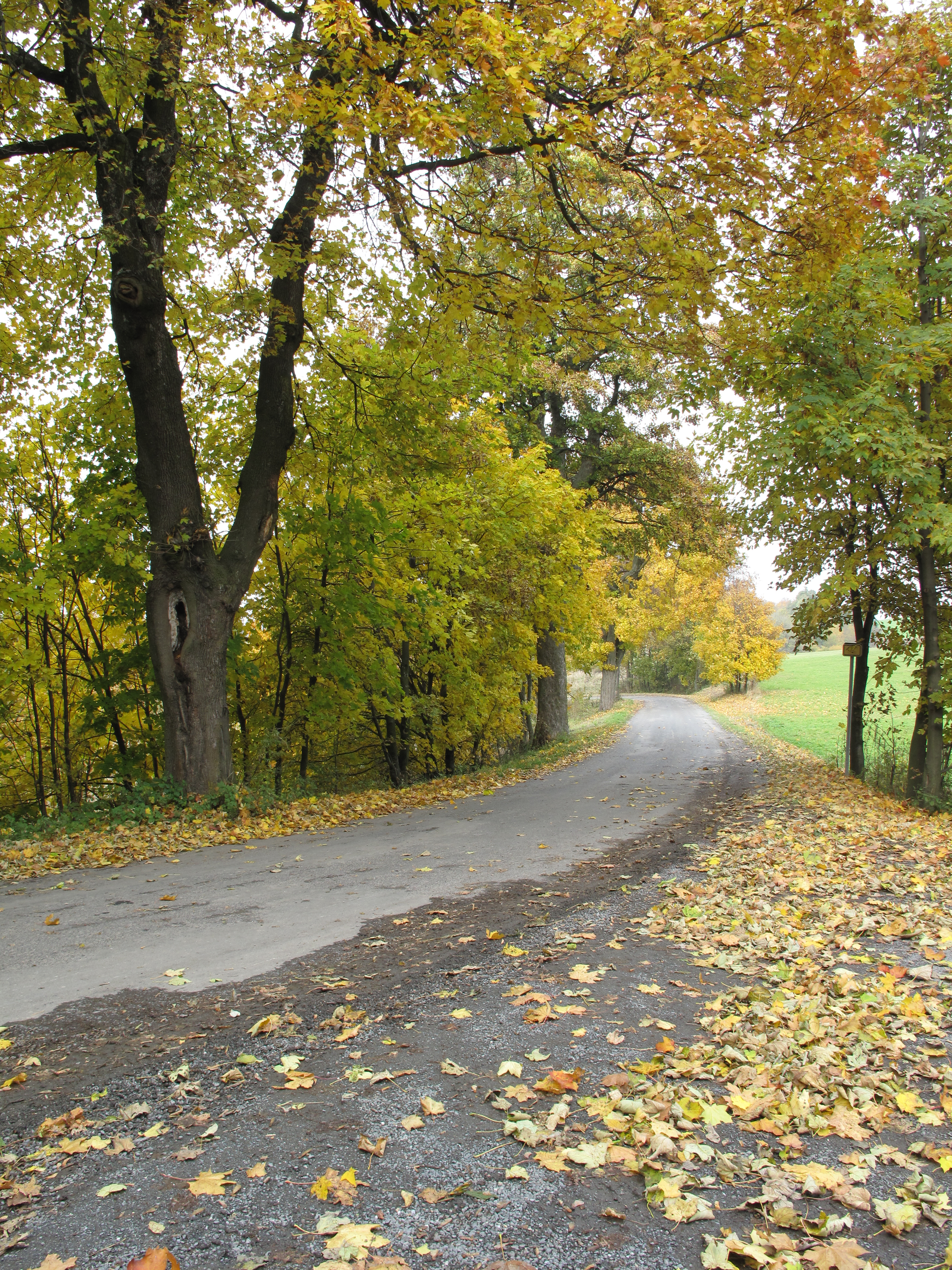
Cesta